# 포장도로

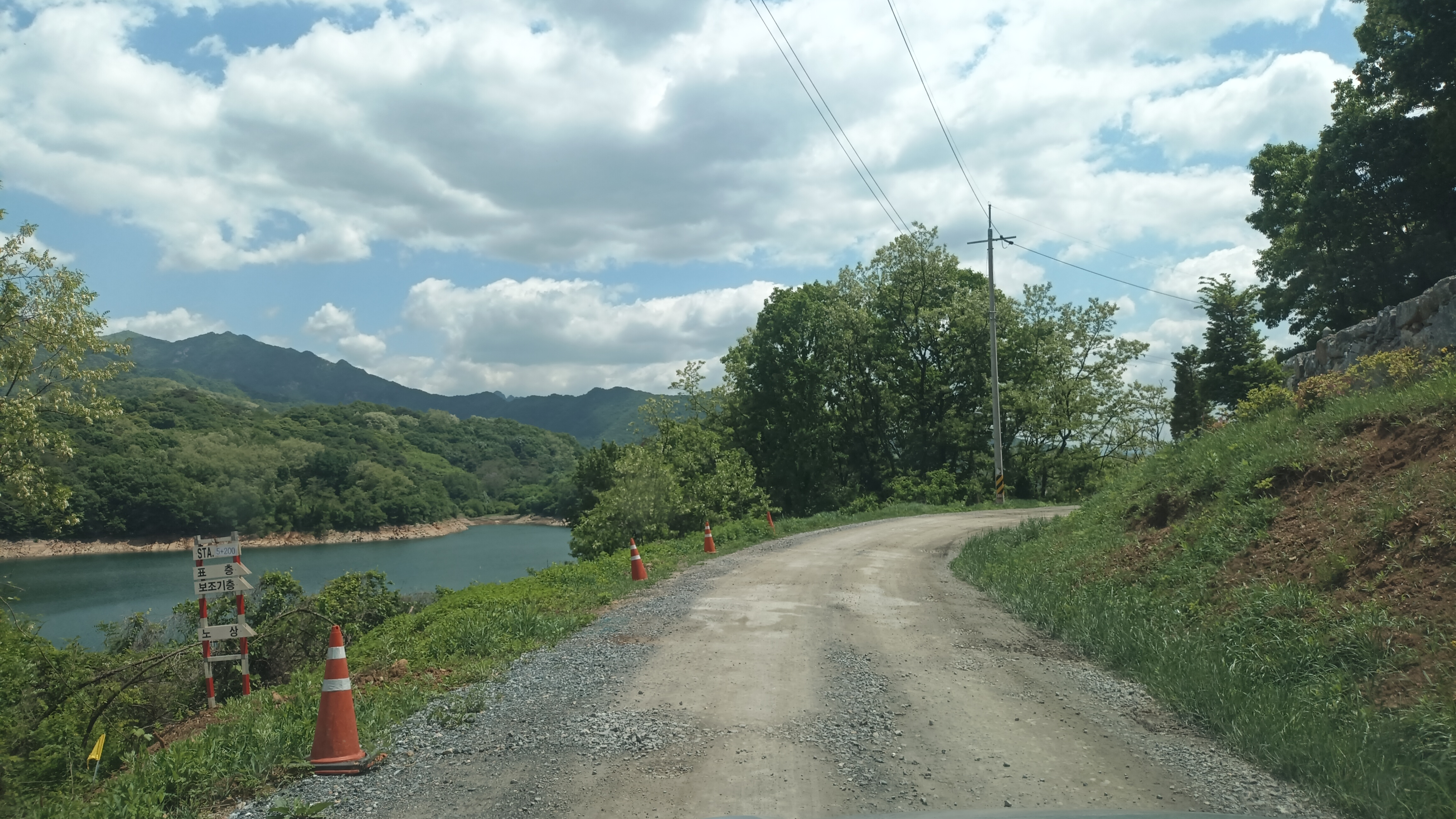
도로 포장 공사가 진행중인 충청북도 제천시의 지방도 제532호선. 도로 옆에 노상, 보조기층, 기층 표지판이 있다.

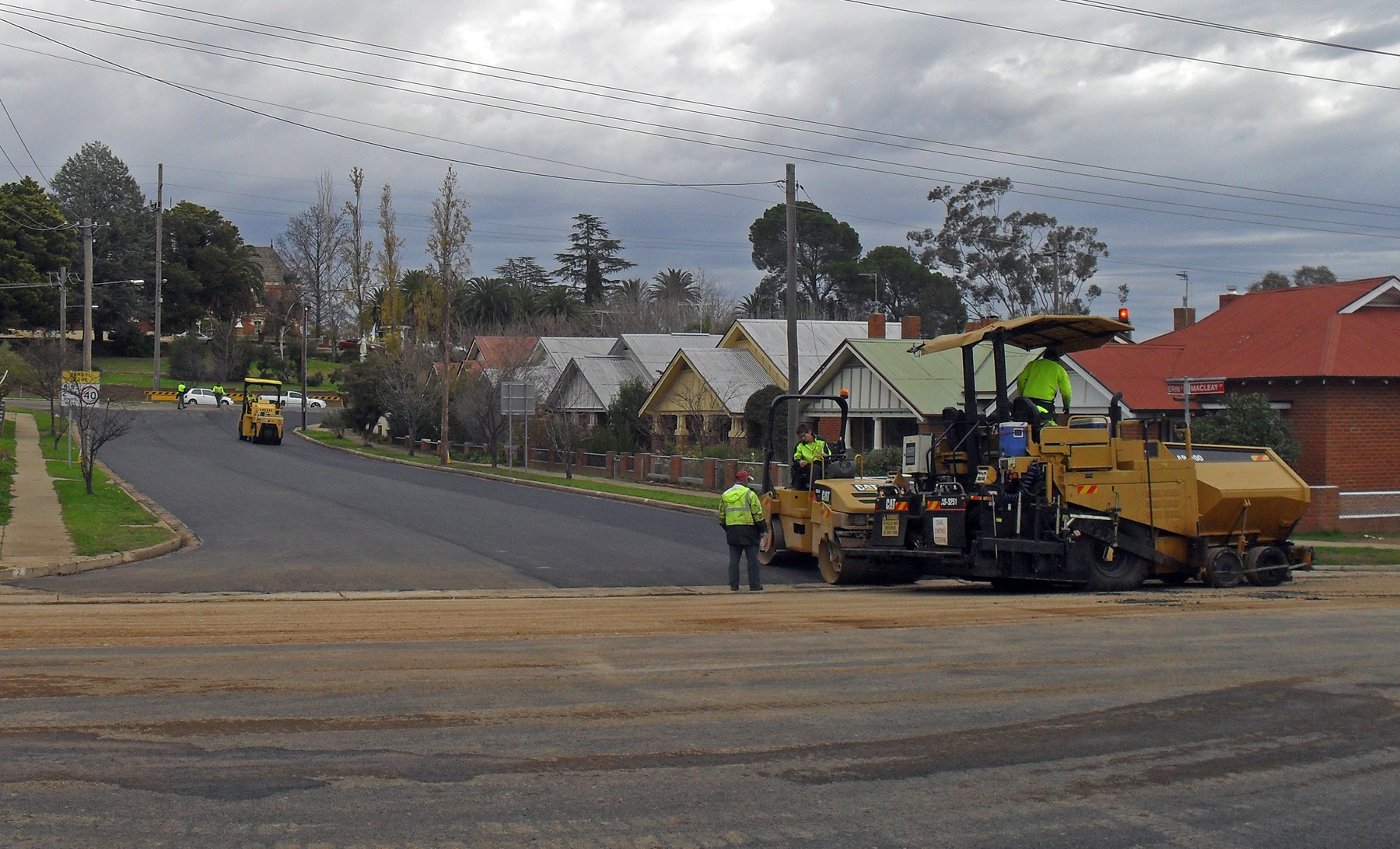
로드 롤러를 이용하여 표면이 재구성되고 있는 도로

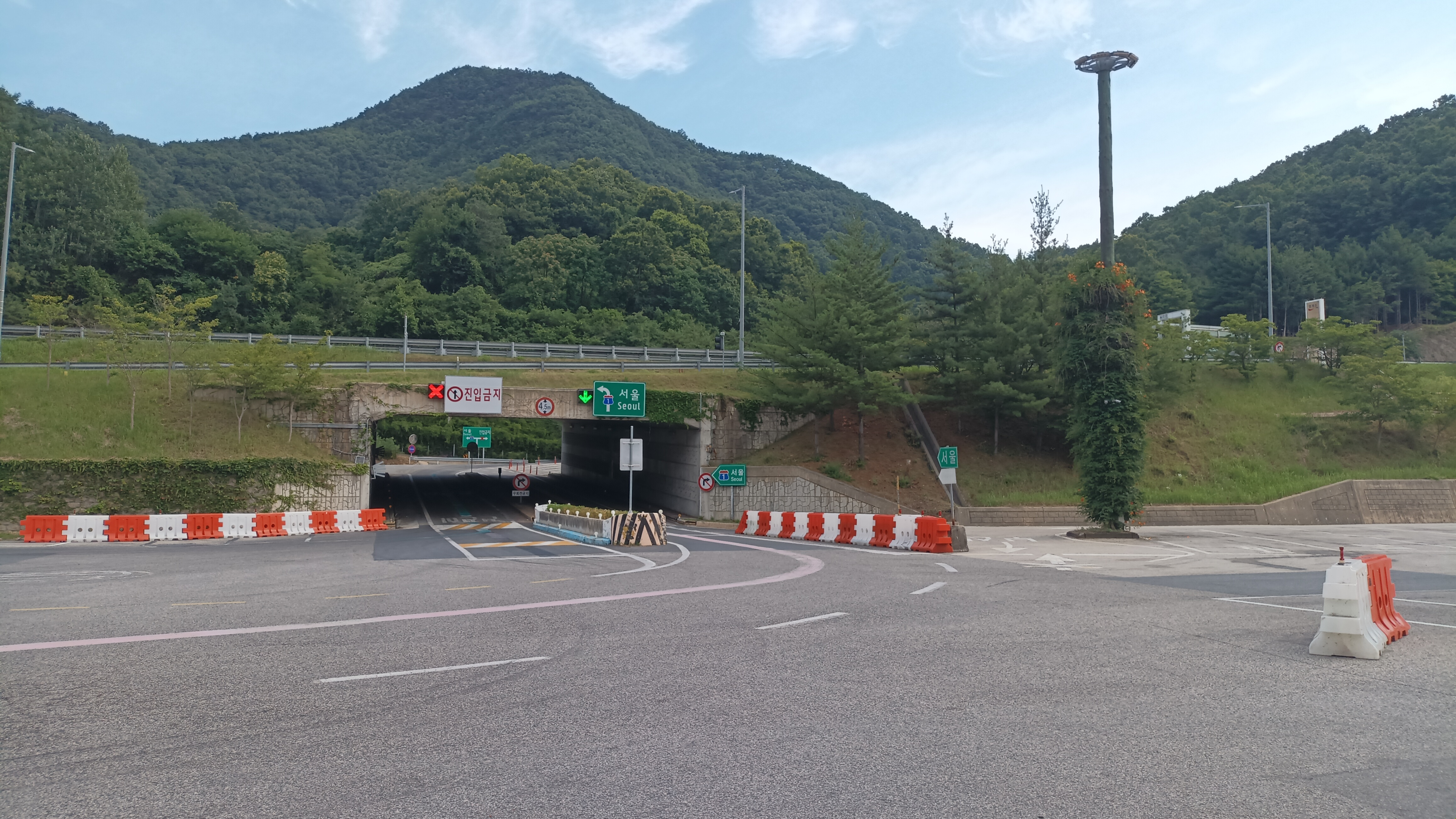
경부고속도로 금강 나들목의 아스팔트 포장

포장도로(鋪裝道路) 또는 도로포장(road surface 또는 road pavement)은 도로의 표면을 돌, 벽돌, 콘크리트, 아스팔트 등으로 다진 것을 말한다. 도로의 내구성을 증가시키기 위해 행해지며, 여기서 포장은 차도의 포장을 주로한다. 그 사용 재료는 주로 콘크리트, 아스팔트이다.

## 포장 방법
도로 포장은 크케 아스팔트를 이용한 포장과 시멘트 콘크리트를 이용한 포장으로 구분된다. 일반적으로 아스팔트 포장이 콘크리트 포장보다 많다. 1999년 당시 대한민국의 도로총연장 65,450 km 중 콘크리트 포장은 총 11,061 km(전체의 16.9%)였으며 이중 대한민국의 고속도로가 1,226 km, 특별·광역시도 7,136 km, 군도 1,542 km였다.

### 아스팔트 포장
아스팔트 콘크리트(또는 아스콘) 포장은 노상 위에 보조기층, 기층, 표층, 마모층으로 구성되며 하중에 의한 응력을 각 층에 상응하게 부담시켜 하층부로 내려갈수록 응력이 감소한다. 부담이 가장 큰 상부는 강성이 큰 고급 아스팔트 혼합물을 사용한다. 포장 두께는 교통 하중과 노상지지에 의거하여 설계한다. 건설이 신속하고 간편하나 도로를 유지하고 보수하는 비용이 높다. 대한민국의 포장도로는 대부분 아스팔트 포장이다.

### 콘크리트 포장
콘크리트 포장은 노상 위에 보조기층, 중간층, 콘크리트판(표층)으로 구성되며 아스팔트와 달리 하중에 의한 응력을 콘크리트판이 대부분 담당하기 때문에 그 밑에 있는 보조기층은 콘크리트판의 부동침하가 일어나지 않도록 균일한 밀도와 균등한 지지력이 확보되어야 한다. 콘크리트 포장은 줄눈 유무에 따라 무근 콘크리트 포장, 철근 콘크리트 포장, 연속 철근콘크리트 포장, 프리스트레스트 콘크리트 포장(PCP : Prestressed Concrete Pavement)으로 구분된다.
- 무근 콘크리트 포장(JCP : Jointed Concrete Pavement)은 슬래브의 불규칙한 균열을 방지하기 위해 가로 수축 줄눈을 4~6 m 간격으로 설치하며 대한민국에서는 광주대구고속도로, 중부고속도로, 호남고속도로, 남해고속도로 등 다수의 고속도로와 국도에 포장되어 있다.
- 철근 콘크리트 포장(JRCP : Jointed Reinforced Concrete Pavement)은 줄눈의 개수를 감소시키고 줄눈 이외의 부분에서 발생하는 균열을 방지하기 위해 일정량의 종방향 철근을 사용한다. 시공시 철근 설치가 번거로워 한국에서는 영업소 등 특별히 보강이 필요한 곳 외에는 별로 사용하지 않는다.
- 연속 철근콘크리트 포장(CRCP : Continously Reinforced Concrete Pavement)은 위 두 방법의 단점을 극복하고 철근 콘크리트 포장의 개념을 확대 발전시킨 포장법이다. 슬래브에 발생하는 균열을 철근으로 억제하며 팽창줄눈은 있으나 수축줄눈은 불필요하다. 중부고속도로 일부 구간(설계속도 120 km/h)과 경부고속도로 일부 덧씌우기 구간에 포장되어 있다.

양생(養生)은 물을 축여 콘크리트가 완전히 굳게 하는 과정이다. 양생의 목적은 표면으로부터 급속한 수분의 증발을 방지하고 태양광의 직사를 피해 건조 수축으로 인한 균열과 강도 저항을 예방하기 위함이다. 양생제는 태양열을 반사시키고 살포상태 확인이 용이한 흰색을 사용한다. 양생기간은 보통시멘트 7일, 중용열시멘트 14일이다.
한국 도로의 콘크리트 포장은 1970년대 시작되었다. 1970년대 말 유류 파동으로 아스팔트 가격이 인상되자 남해고속도로 부산~마산 구간은 설계를 변경하여 한국 최초로 콘크리트 포장을 사용하였다. 1984년 준공한 88올림픽고속도로는 전 구간 175 km를 모두 콘크리트 포장으로 시공하였다. 호남고속도로는 처음에 왕복 2차로에 아스팔트로 건설되었으나 1983~1986년 왕복 4차로에 콘크리트 포장으로 확장하였다.
| 노선                  | 구간        | 포장상태  |
| --------------------- | ----------- | --------- |
| 경부고속도로          | 회덕~부산   | CRCP, JCP |
| 영동고속도로          | 신갈~원주   | JCP       |
| 호남고속도로          | 광양-대전   | JCP, CRCP |
| 남해고속도로          | 마산-광양   | JCP       |
| 남해고속도로제2지선   | 냉정~사상   | JCP       |
| 울산고속도로          | 언양-울산   | JCP       |
| 중부고속도로          | 하남-남이   | CRCP, JCP |
| 88올림픽고속도로      | 옥포~담양   | JCP       |
| 구마고속도로          | 내서~이현   | JCP       |
| 수도권제1순환고속도로 | 판교~퇴계원 | JCP       |
| 서해안고속도로        | 시흥~안산   | JCP       |
| 제2경인고속도로       | 서창~광명   | JCP       |

### 비교
아스팔트와 콘크리트 포장의 차이점과 장단점은 다음과 같다.
| 구분     | 콘크리트 포장 | 아스팔트 포장 |
| -------- | --- | --- |
| 수명     | 30~40년 | 10~20년 |
| 특성     | 노상강도가 강하면 유리 | 연약 지반에 사용 가능 |
| 장점     | 아스팔트보다 수명이 길다. 유지 관리비가 저렴하다. 미끄럼 저항성이 높다. (초기) | 포장 후 즉시 통행할 수 있다. 주향성이 양호하다. 단계적 시공이 가능하다. 교량, 터널 등 구조물이 많은 도로에서 시공성이 좋다.                                   |
| 단점     | 고도의 숙련도와 시공 수준이 필요하다. 포장 후 양생 기간이 필요하다. (보통 14일 이상) 국부 파손시 보수가 어렵다. 소음이 있어 승차감이 떨어진다. 적설시 결빙기간이 빠르고 다소 늦게 녹는다. 연속 철근콘크리트 포장의 경우, 확장 구간에 부적합하고 제설용 염화물에 의한 철근 부식 가능성이 있다. | 유지 관리비가 높다. 도로 보수가 빈번하다. 개통 후 무거운 중(重)차량에 의한 바퀴 자국(요철)이 발생한다. 강우시 불리하다.                                       |
| 적용도로 | 중차량의 구성비가 많은 도로 지형이 평탄하고 선형이 좋은 본선도로 | 연약지반에 축조된 도로 조기 교통 개방이 필요한 도로 교량, 터널 등 구조물이 많은 도로 승용차의 구성비가 높은 도로(예시 : 관광지 부근) 확장공사를 시행하는 도로 |

## 포장 재료에 의한 분류
- 토사도(earthen road)
- 쇄석도(macadam road)
- 시멘트 콘크리트 포장도(cement concrete pavement)
- 자갈도(gravel road)
- 블럭포장도(block pavement)
- 아스팔트 콘크리트 포장도(asphalt concrete pavement)

## 도로개설공사
도로개설공사의 마무리 단계인 도로포장(road pavement)은 주요한 몇몇 작업으로 완성되는 전단계인 노반의 보조기층 위에 조성되는 작업 공정이다. 도로개설공사는 주요한 토목공사의 한 예이다. 한편 도로의 개설(신설)에는 도로지반 및 주변의 성상(토양의 성질,경사 완만도,지물 및 지장물 등) 뿐만아니라 도로의 목적에 맞는 차량의 하중과 속도,회전반경등 다양한 설계조건이 토목공학적으로 다루어진다.
작업공정은 일반적으로 노반의 보조기층면위에 보조기층 및 지장물과 도로높이(G.L.)를 실측한후 설계된 치수를 확인하고 이어서 지반과 포장면 사이의 접착력 및 안착등을 위해 유제를 살포한다. 이후 포장층(도로포장겉층)을 이루는 아스콘(도로포장재)을  살포기로 포설후 각종 롤러(도로다짐기계)등을 사용하여 수회 다짐하게 된다.  도로포장기계(道路鋪裝機械)들인 이들 장비들은 도로를 포장하는 데 쓰는 기계를 통틀어 이르는 말로 아스팔트 도로포장 기계, 콘크리트 포장 기계, 도로 다짐 기계 따위가 있다.

## 같이 보기
- 아스팔트 콘크리트

## 참고 문헌
- 이승언 (2013). 〈9〉. 《살아있는 토목시공학》 2판. 구미서관. ISBN 89-8225-438-2.
- 박영태 (2019). 《토목기사 실기》. 세진사.